# Quadrivettore
In relatività ristretta il quadrivettore, o tetravettore, rappresentato da una quadrupla di valori, è un vettore dello spaziotempo di Minkowski. 
Nelle trasformazioni di coordinate tra due sistemi di riferimento inerziali il quadrivettore rispetta le trasformazioni di Lorentz e le sue componenti si trasformano rispetto alla base standard dello spaziotempo di Minkowski come la differenza tra le rispettive  coordinate spaziali e temporali. L'insieme delle rotazioni, traslazioni e cambi di coordinate tra due sistemi di riferimento inerziali alle quali sono soggetti i quadrivettori è il gruppo di Poincaré.

## Definizione
Un quadrivettore è una quadrupla di valori:
{\displaystyle \mathbf {X} :=\left(X^{0},X^{1},X^{2},X^{3}\right)=\left(ct,x,y,z\right)}
che nella base standard dello spazio-tempo Minkowski rappresenta un evento. I quattro valori sono le coordinate nello spazio e nel tempo dell'evento, in particolare {\displaystyle \mu } = 0, 1, 2, 3, sono le componenti spaziali, e c è la velocità della luce.
Il fatto che {\displaystyle X^{0}=ct} garantisce inoltre che le componenti abbiano la stessa unità di misura.
Il quadrivettore spostamento:
{\displaystyle \Delta \mathbf {X} :=\left(c\Delta t,\Delta x,\Delta y,\Delta z\right)}
è la distanza tra due punti dello spaziotempo.
Il raggio vettore che congiunge l'origine di un sistema di riferimento ad un evento qualsiasi dello spazio-tempo è l'esempio più elementare di quadrivettore; le sue componenti sono le coordinate nello spazio-tempo dell'evento in questione, cioè {\displaystyle (ct,x,y,z)}.
In genere i quadrivettori sono indicati in modo più economico e conveniente utilizzando la loro generica coordinata {\displaystyle {A}^{i}} .

## Covarianza e controvarianza di un quadrivettore
Gli indici in alto indicano che il quadrivettore è espresso nella sua forma controvariante: un quadrivettore controvariante è definito come una quaterna di valori che trasformano, nel passaggio da un sistema di riferimento inerziale ad un altro, come le coordinate di un evento, cioè secondo le trasformazioni di Lorentz. Contraendo l'indice con uno degli indici del tensore metrico {\displaystyle g_{\mu \nu }} si ottiene l'espressione covariante del quadrivettore:
{\displaystyle {A}_{\mu }=\sum _{\nu =0}^{3}{g}_{\mu \nu }{A}^{\nu }={g}_{\mu \nu }{A}^{\nu }}
dove nell'ultimo termine si è usata la convenzione di Einstein che prevede la somma implicita sugli indici ripetuti; in questa somma {\displaystyle \nu } assume i valori da 0 a 3. L'operazione appena eseguita si chiama innalzamento o abbassamento degli indici ed è in realtà dovuta alle relazioni tra lo spazio tangente e il suo spazio duale, lo spazio cotangente.
Volendo esprimere l'uguaglianza in termini matriciali, possiamo considerare {\displaystyle A_{\mu }} e {\displaystyle A^{\mu }} le componenti di due vettori colonna e {\displaystyle g_{\mu \nu }} le componenti di una matrice 4 {\displaystyle \times } 4 che rappresenta un'applicazione lineare:
{\displaystyle {\begin{pmatrix}A_{0}\\A_{1}\\A_{2}\\A_{3}\end{pmatrix}}={\begin{pmatrix}g_{00}&g_{01}&g_{02}&g_{03}\\g_{10}&g_{11}&g_{12}&g_{13}\\g_{20}&g_{21}&g_{22}&g_{23}\\g_{30}&g_{31}&g_{32}&g_{33}\\\end{pmatrix}}{\begin{pmatrix}A^{0}\\A^{1}\\A^{2}\\A^{3}\end{pmatrix}}}
La particolare forma (diagonale) del tensore metrico in relatività ristretta fornisce una facile regola per esprimere le componenti controvarianti di un quadrivettore in funzione di quelle covarianti, ovvero:
{\displaystyle A_{\mu }=g_{\mu \nu }A^{\nu }=g_{\mu \mu }A^{\mu }} con  {\displaystyle g_{\mu \mu }={\begin{cases}1&{\text{se }}\mu =0\\-1&{\text{se }}\mu =1,2,3\end{cases}}}
oppure, in forma matriciale:
{\displaystyle {\begin{pmatrix}A_{0}\\A_{1}\\A_{2}\\A_{3}\end{pmatrix}}={\begin{pmatrix}1&0&0&0\\0&-1&0&0\\0&0&-1&0\\0&0&0&-1\\\end{pmatrix}}{\begin{pmatrix}A^{0}\\A^{1}\\A^{2}\\A^{3}\end{pmatrix}}={\begin{pmatrix}A^{0}\\-A^{1}\\-A^{2}\\-A^{3}\end{pmatrix}}}
Nel passare dalla forma controvariante di un vettore alla sua forma covariante basta quindi cambiare di segno le componenti spaziali. Un quadrivettore covariante non trasforma secondo le trasformazioni di Lorentz, bensì come la derivate  di una funzione scalare: se {\displaystyle f(x^{\mu })} è una funzione scalare, {\displaystyle {A}_{\mu }} ha le stesse leggi di trasformazione di {\displaystyle {\frac {\partial f}{\partial {x}^{\mu }}}}.

## Prodotto scalare
Il prodotto scalare fra quadrivettori può essere scritto tramite il tensore metrico in forma semplificata come prodotto scalare euclideo fra un vettore covariante e uno controvariante:
{\displaystyle \langle \mathbf {U} ,\mathbf {V} \rangle =\sum _{\mu =0}^{3}\sum _{\nu =0}^{3}{g}_{\mu \nu }{U}^{\mu }{V}^{\nu }={U}^{\mu }{g}_{\mu \nu }{V}^{\nu }={U}^{\mu }{V}_{\mu }=\sum _{\mu =0}^{3}{U}^{\mu }{V}_{\mu }}.
In modo equivalente, usando la notazione di Einstein:
{\displaystyle \mathbf {U\cdot V} =g_{\mu \nu }U^{\mu }V^{\nu }={\begin{pmatrix}U^{0}&U^{1}&U^{2}&U^{3}\end{pmatrix}}{\begin{pmatrix}1&0&0&0\\0&-1&0&0\\0&0&-1&0\\0&0&0&-1\end{pmatrix}}{\begin{pmatrix}V^{0}\\V^{1}\\V^{2}\\V^{3}\end{pmatrix}}=U^{0}V^{0}-U^{1}V^{1}-U^{2}V^{2}-U^{3}V^{3}}
Il prodotto scalare così definito è invariante sotto cambio di coordinate, e può essere scritto come:
{\displaystyle \mathbf {U\cdot V} =U^{*}(\mathbf {V} )=U{_{\nu }}V^{\nu }}

## Norma
Nello spazio di Minkowski la norma quadratica di un quadrivettore è definita come:
{\displaystyle \left|\mathbf {A} \right|^{2}=-{{A}^{0}}^{2}+{{A}^{1}}^{2}+{{A}^{2}}^{2}+{{A}^{3}}^{2}}
Il modulo di un quadrivettore è per definizione invariante per trasformazioni di Lorentz, cioè è uno scalare.

## Genere del quadrivettore
Dato un quadrivettore {\displaystyle x^{\mu }=(ct,x^{1},x^{2},x^{3})\;}, il suo modulo lorentziano è definito da:
{\displaystyle |x|^{2}=g_{\mu \nu }x^{\mu }x^{\nu }}
con la convenzione di Einstein sulla somma degli indici ripetuti, e dove la matrice {\displaystyle g_{\mu \nu }} è definita da:
{\displaystyle g_{\mu \nu }={\begin{cases}1&{\mbox{se }}\mu =\nu =0;\\-1&{\mbox{se }}\mu =\nu =1,2,3;\\0&{\mbox{altrimenti.}}\end{cases}}}
Diversamente dal caso euclideo, pertanto, si possono distinguere tre tipi diversi di vettori:
- Un quadrivettore è detto quadrivettore space-like o di tipo spazio se {\displaystyle \mathbf {|} x|^{2}<0}.
- Un quadrivettore è detto quadrivettore time-like o di tipo tempo se {\displaystyle \mathbf {|} x|^{2}>0}.
- Un quadrivettore è detto nullo, isotropo o di genere luce se {\displaystyle \mathbf {|} x|^{2}=0}.

Il genere è invariante rispetto alle trasformazioni di Lorentz.